# Куно Кльоцер
Куно Кльоцер (на немски: Kuno Klötzer) е бивш германски футболист и треньор, роден на 19 април 1922 г. в Гайер.
През 1951, като футболист на Вердер Бремен е принуден да прекрати активната си състезателна кариера поради контузия.
Тъгава се отдава на треньорската професия, а първият му отбор е Арминия Хановер. Следват престои и в други отбори, сред които Хановер 96. След създаването на Бундеслигата в периода 1966 – 1982 Кльоцер е треньор на редица първодивизонни отбори – Фортуна Дюселдорф, Нюрнберг, Кикерс Офенбах, Хамбургер 
 Херта Берлин и Дуисбург. Във Втора Бундеслига (Север) тренира Вердер, а в Регионалната лига – Рот-Вайс Есен.
Най-големите си успехи като треньор постига с Хамбургер – печели КНК (1977) и Купата на Германия (1976), завършва на второ място в Бундеслигата (1976) и има още един финал за Купата на Германия (1974). С тези постижения той е един от най-успелите треньори на Хамбургер и подготвя почвата за още по-големите успехи, постигнати от Бранко Зебец и Ернст Хапел.
Кльоцер извежда отбора на Херта до трето място в първенството през 1978 и финал за купата през 1979. С Фортуна Дюселдорф през 1966 г. печели първенството на Западната регионална лига, по това време втори ешелон в немския футбол.
През сезон 1980/1981 извежда току-що изпадналия от Първа Бундеслига отбор на Вердер на първо място във Втора Бундеслига, но през март 1981 сдава треньорския пост поради здравословни проблеми, а наследникът му Ото Рехагел довършва започнатото и вкарва отбора отново в Първа Бундеслига.
Днес Куно Кльоцер живее в Нордерщет, град, граничещ с Хамбург и не пропуска домакински мач на Хамбургер.